# 北京型内燃机车
北京型内燃机车是中国铁路使用的液力传动内燃机车车型之一，也是中国铁路史上最成功的液力传动内燃机车车型。北京型内燃机车的研制过程时值文化大革命，北京二七机车车辆工厂于1968年起酝酿研制大功率内燃机车，1969年成功试制出12V240ZJ型柴油机后，决定了采用两台柴油机装车的6000马力液力传动干线货运柴油机车的设计方案。1970年9月，北京二七机车车辆工厂研制成北京型6001号干线货运机车，成为了迄今为止世界上单节功率最大的液力传动内燃机车。1970年10月，北京二七机车车辆工厂开始研制3000马力液力传动干线客运内燃机车。1971年8月，北京型3001号干线客运内燃机车落成出厂，但试验结果反映出机车和柴油机还存在着较多问题。从1971年至1975年，北京型内燃机车经历了大量试验和改进，12V240ZJ型柴油机亦突破了重重技术难关，并于1974年9月通过了部级鉴定。1975年6月，北京型客运内燃机车正式定型并投入批量生产。
1970年代至1980年代期间，北京型内燃机车曾经是华北、华中地区的主力客运机车，踪影遍及京广、京沪、陇海、京包、京山、京原铁路等众多铁路干线。1980年代，北京二七机车车辆工厂还开发了改变齿轮传动比的北京型重联货运内燃机车、用于中苏边境铁路口岸的北京型口岸内燃机车、双节重联用于牵引专运列车的北京型专运内燃机车等同系列车型。至1991年停产为止，北京二七机车车辆工厂累计生产了各种北京型内燃机车共375台。中国铁路迷常将单节的北京型客运内燃机车昵称为“小北京”，双节重联的北京型专运内燃机车则被昵称为“大北京”。

## 发展历史

### 开发背景
早在1950年代末的大跃进运动期间，长辛店机车车辆工厂已经提出研制大功率内燃机车的计划。1959年8月，长辛店机车车辆工厂、铁道部科学研究院、天津动力机厂共同组成柴油机设计组，同年9月底完成了16V240Z型柴油机的初步图纸设计（不应与大连机车车辆厂研制的16V240ZJ型柴油机混淆），技术指标为V型结构、16气缸、气缸内径240毫米、活塞行程270毫米、标定功率3000马力（2200千瓦）。1960年初，长辛店机车车辆工厂成立大功率内燃机车领导小组，并提出了3000马力电力传动干线货运柴油机车的设计建议书，同年4月完成设计图纸并准备投入试制。1961年，时值三年困难时期，根据中共中央“调整、巩固、充实、提高”和铁道部“先修后造，以修为主，质量第一”的方针，该型机车在铁道部于南口召开的内燃机车设计研究会议上被要求下马。
1966年，文化大革命的风暴刮到了北京二七机车车辆工厂（长辛店机车车辆工厂于1966年9月改称北京二七机车车辆工厂），工厂的生产秩序受到严重冲击。1968年9月，由解放军8341部队组成的军宣队进厂实施军管，一批厂级干部和中层干部被结合进工厂领导班子，工厂各方面逐步恢复正常生产。同时，根据铁道部“高速柴油机和中速柴油机并举，电传动和液力传动并举”的方针，二七工厂再度酝酿设计第二代国产柴油机车。1968年10月，二七机车车辆工厂以ND1型柴油机车修理车间为主体，与铁科院机辆所组成临时设计小组，开始对16V240Z型柴油机全面修改设计。随着国际上机车柴油机的技术进步和功率提升，16V240Z型柴油机与国外同类型柴油机相比已相对落后，设计小组决定将16气缸机型改为12气缸，缸径仍保持240毫米，活塞行程改为260毫米，功率等级仍然为3000马力（2200千瓦），额定转速由每分钟1000转提高至1100转，修改设计后的机型称之为12V240ZJ型柴油机。
文化大革命期间，毛泽东对铁路牵引动力内燃化的进程给予特别的关注。1969年3月31日，毛泽东接见了北京二七机车车辆厂军管会代表贾汀（周家鼎之化名，曾担任过周恩来的军事秘书，因受江青迫害而被周恩来安排到二七工厂“支工”），听取了工厂“抓革命、促生产”的汇报。毛泽东特地就二七工厂是否上马内燃机车的问题作出批示： “二七厂生产问题，当前以修为主，制造为次，可以搞点制造，多搞几次试验，方向要往这上走”。毛泽东的最高指示在那个时期有着绝对的权威性，“三·三一”批示激励二七工厂加快研制步伐。1969年7月15日，第一台12V240ZJ型柴油机在二七工厂完成组装，随后又完成了第二台柴油机，并送往北京环形铁道进行试验。

### 研制过程

#### 北京型6001号干线货运机车

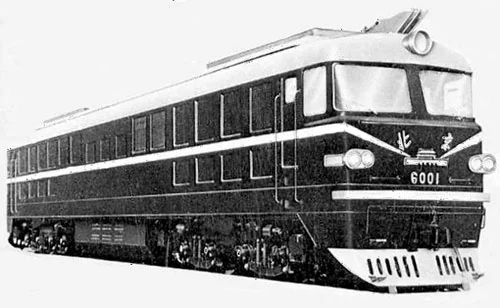
北京型6001号干线货运机车

当12V240ZJ型柴油机试制成功后，北京二七机车车辆工厂立即着手研制以该型柴油机装车的大功率机车。由于二七工厂在大跃进期间曾经试制过建设型柴油机车，而且也是匈牙利进口ND1型柴油机车的指定大修工厂，工厂对于电力传动柴油机车有较多的认识和经验，因此开始设计时很自然就首先考虑采用电力传动，当时曾经提出仿效法国国铁CC 70000型柴油机车，研制采用双柴油机组、双转子发电机、单电机转向架、交—直流电传动的6000马力柴油机车。随后，当二七工厂就机车设计方案谘询大连热力机车研究所的意见时，大连所认为鉴于中国缺乏铜资源的情况，而且液力传动装置的制造加工难度亦相对较小，有利于充分利用现有加工设备，因此推荐6000马力液力传动柴油机车的方案，并得到二七工厂的采纳。实际上早在1966年8月，根据《铁道部科技发展计划》中提出“集中力量突破大功率高速、中速柴油机、1470千瓦等级液力传动装置等技术难关，为发展更大功率内燃机车铺平道路”的要求，大连热力机车研究所已经自行开展了5000马力（3680千瓦）液力传动柴油机车传动装置的研究和设计，同年10月决定将机车功率目标提高至6000马力（4410千瓦），后因文化大革命的影响而被迫暂停研制。
1969年9月，北京二七机车车辆工厂邀请大连热力机车研究所、铁道部铁道科学研究院、大同机车厂、戚墅堰机车车辆工艺研究所等单位的技术人员协助机车技术设计。同年10月14日，正式开始6000马力液力传动干线货运柴油机车的总体设计。同年11月，人大常委会委员长朱德第五次视察二七工厂并勉励工人：“内燃机车，主席很关心，你们要搞好它”。1970年1月进入生产准备阶段，同年7月开始组装第一台液力传动装置。1970年9月10日，世界上单节功率最大的液力传动柴油机车——北京型6001号机车（设计代号EQJ1）在北京二七机车车辆工厂诞生。北京型6001号机车采用双机组结构，装用两台12V240ZJ型柴油机和两套EQ2030/Z510型液力传动装置，构造速度为100公里/小时。同年9月10日至16日，机车在北京环形铁道进行单机组运行试验和部分负荷牵引试验。1970年9月17日，北京型6001号机车牵引1784吨货物列车从丰台西开往保定，顺利完成首次正线牵引运行试验。机车出厂后交付北京铁路局丰台机务段试用，曾在京广铁路丰台西至石家庄间进行牵引货物列车的试验，但由于当时柴油机的可靠性存在较多问题，累计走行18334公里后就暂停了牵引试验。

#### 北京型3001号干线客运机车

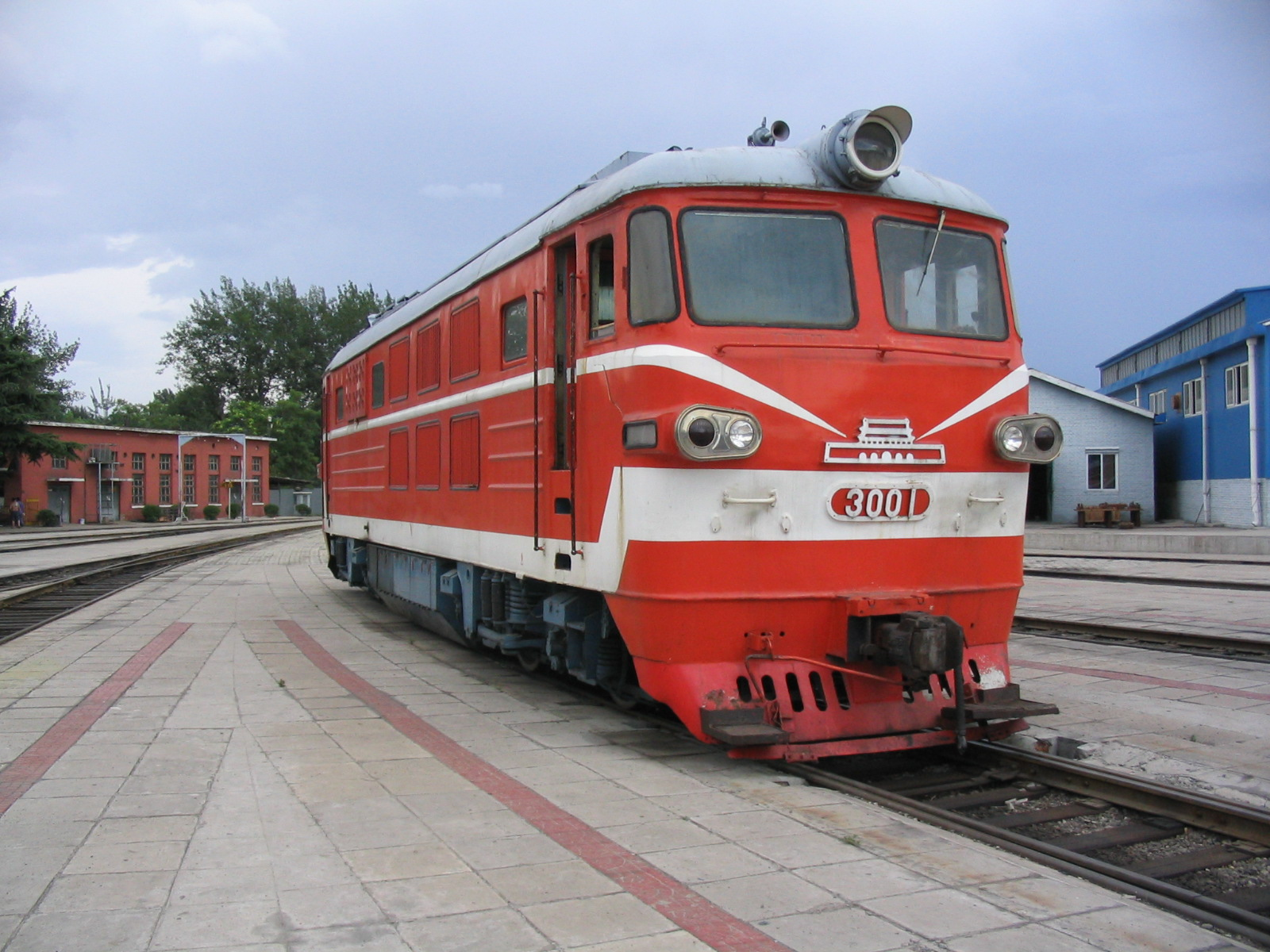
北京型3001号机车在北京二七机车厂，有时担当调车机车

1970年10月，正当北京型6001号机车刚开始进行试验之际，北京二七机车车辆工厂根据周恩来关于“进京旅客列车不冒烟”的指示，继续与大连热力机车研究所和交通部铁道科学研究院合作，开始了3000马力液力传动干线客运柴油机车的研制。1971年2月，完成了北京型客运机车的全部设计图纸并开始进行试制。1971年8月26日，北京型3001号客运机车（设计代号EQJ2）完成组装，并于同年9月初在北京环形铁道完成运行试验。北京型3001号机车是采用单机组设计的液力传动柴油机车，机车装用一台12V240ZJ型柴油机和一套EQ2030型液力传动装置，柴油机装车功率为2700马力（1990千瓦），并采用单端司机室的车体，以及轴距为2850毫米的二轴转向架，构造速度为120公里/小时。北京型3001号机车经过一万多公里的正线牵引试运行，发现行驶时振动大、轴重分配不均、机车调头不便等缺点，完成试运行后便送返北京二七机车车辆工厂。
除了上述这些机车设计方面的缺点，当时的12V240ZJ型柴油机亦暴露出不少问题，燃烧性能方面的主要问题包括燃烧压力高、排气温度高、排气冒黑烟的“两高一黑”，柴油机零部件结构方面亦经常发生气缸套拉伤、连杆瓦和主轴瓦剥离烧损、气缸盖和活塞裂纹、气阀下陷、机油稀释等问题。1971年至1974年，北京二七机车车辆工厂与铁科院机辆所、大连所、戚墅堰所、北京大学等单位合作，针对柴油机的各项问题进行了大量理论研究和改进试验工作，特别是直接造成“两高一黑”的燃料喷射系统、配气系统和增压系统。同时，亦对喷油泵、喷油器、水泵、机油泵、极限调速器、气缸盖流道分别进行性能试验。1972年元旦，周恩来听取二七工厂党委书记汇报柴油机试验情况后，作出“燃烧状况要好好试，要集中力量打歼灭战，要搞好协作，争取早日过关”的指示。1973年4月，交通部将瞿赳总工程师从大连所调往二七工厂，肩负柴油机设计改进工作的任务。瞿赳提出柴油机“一步走、两步用”的设计思想，第一步以小时功率3300马力为设计目标，并且按2700马力装车运用，经进一步强化后再按3000马力装车运用，在保证柴油机的运用可靠性的前提下，吸收国外同类产品的成熟经验，做到大刀阔斧地修改设计。

### 技术改进
1973年5月25日，针对3001号机车的缺点而重新设计的北京型3002号机车出厂，该机车改用便于双向行驶的两端司机室，转向架固定轴距缩短为2000毫米。1973年9月，北京型3002号机车交付北京铁路局北京内燃机务段试用，初期主要用来牵引北京至天津的85/86次旅客列车，同年10月29日起正式担当京山铁路北京至山海关间的旅客列车交路。至1975年1月，机车累计运行逾84000公里之后，因车轮踏面擦伤而返厂检修。北京型3002号机车在试运行过程中发现了70多项问题，为北京型机车的改良设计提供了大量数据和经验。
1974年4月至6月，经过改良的第九台12V240ZJ型柴油机完成试制，并顺利通过了100小时连续运转试验和500小时耐久性试验。试验结果证明该柴油机的性能比前八台样机有了长足的进步，已经基本消除了“两高一黑”现象，使柴油机能够在标定转速每分钟1100转、持续功率2700马力的情况下平稳运转。1974年9月，交通部在二七工厂召开了12V240ZJ型柴油机技术鉴定会，与会代表一致认为柴油机技术参数的选择、结构和总体布置是合理的，主要经济技术指标达到了设计任务书的要求，其中燃油消耗等指标达到了国外同类机型的先进水平，同意柴油机定型并进行批量生产。在进行柴油机试验的同时，二七厂和大连所还参考了NY5型柴油机车所使用的福伊特L830rU型液力传动装置，对北京型机车的液力传动装置进行改进设计，成功研制出EQQ3型起动变矩器和EQI3型运转变扭器，从而设计了传动效率更高的EQ2027型液力传动箱，并且使传动箱重量由原来的9吨减少至7.5吨。
1974年12月，根据3002号机车的缺点而作出大幅改良的北京型3003号机车（设计代号EQJ3）完工出厂，机车除了装用正式定型的12V240ZJ型柴油机和新的EQ2027型液力传动箱之外，其他主要变化还有将转向架固定轴距加大至2350毫米、延长车体长度并增大司机室空间、缩短冷却室长度并调整冷却系统布置、借鉴了ND4型机车的冷却风扇传动结构、加装预热锅炉和柴油机排气消声器等。1975年1月，交通部指示北京铁路局和铁科院，安排对北京型3003号机车进行牵引试验，由于柴油机已于先前完成部级鉴定，因此将运用考核里程定为5万公里（新型机车一般为10万公里）。同年9月至10月，北京型3003号机车在京广铁路北京至石家庄、京承铁路北京至承德间进行了动力学性能试验，最高速度达到130公里/小时。
1975年5月，二七工厂根据3003号机车的运用经验，将机油热交换器安装方式由卧式改为立式，车体长度相应延长，试制了作为定型样车的北京型3004号机车（设计代号EQJ4），并按该图纸开始批量生产北京型客运机车。1975年6月18日，北京二七机车车辆工厂举行转产庆祝大会，送走工厂最后修理的前进型1625号机车，同时将完成修复后的北京型3002号机车正式交付北京机务段使用，标志着二七工厂停止修理蒸汽机车业务，转为内燃机车专业制造厂。1975年11月，二七工厂接回已行驶将近10万公里的北京型3002号机车，按北京型3004号机车的定型图纸进行改造后交付北京内燃机务段。1978年3月，在北京人民大会堂召开全国科学大会上，北京型液力传动柴油机车获得优秀科技成果奖。1991年，由于中国铁路主要技术政策明确干线柴油机车以电力传动为发展方向，停止发展液力传动干线柴油机车，北京二七机车厂停产北京型客运机车。北京型客运机车的早期涂装为墨绿色车身配黄色带，1980年代中期以后改为天蓝色车身配白色带的涂装；而沿用北京型机车外观的东风7D型柴油机车亦有部分采用与北京型机车早期涂装相似的绿黄涂装。

### 性能试验

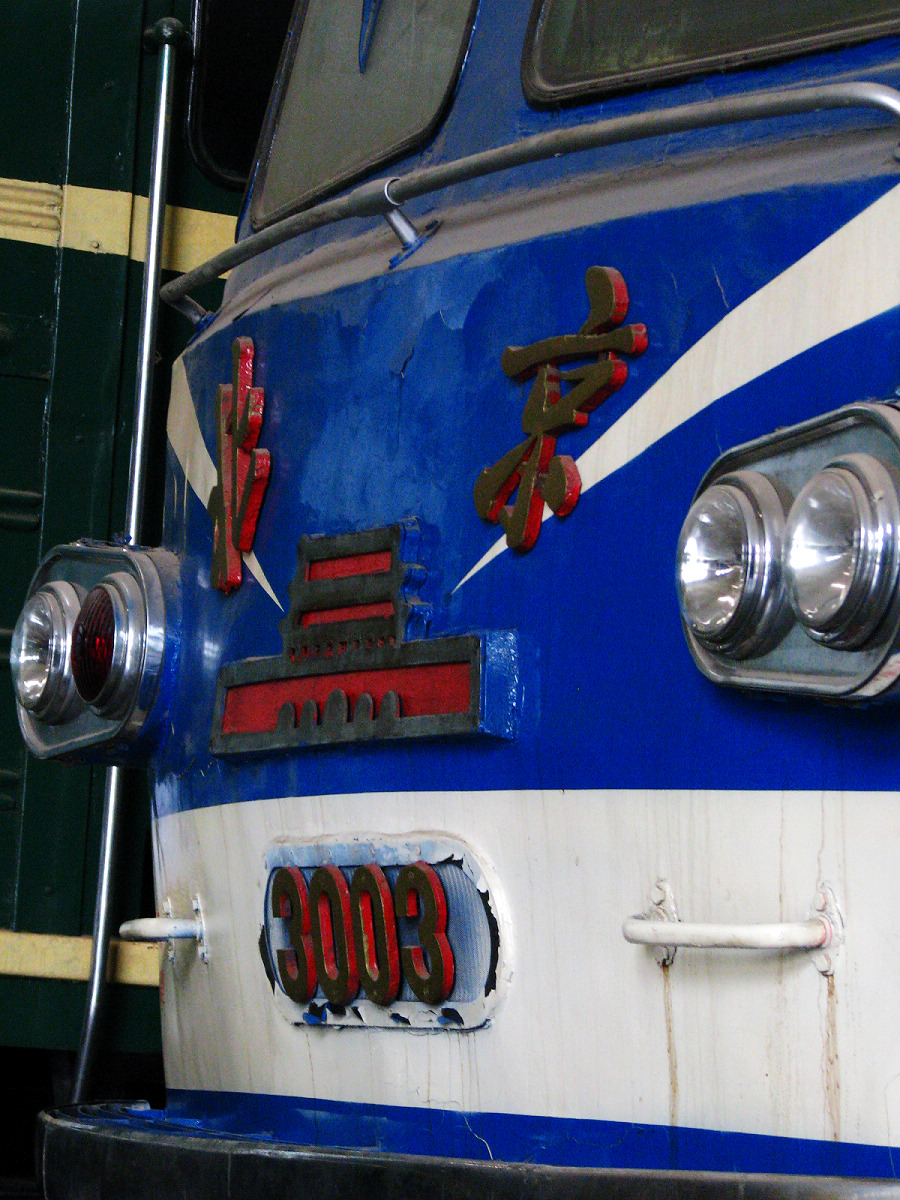
北京型机车车头上的天安门标志

1976年至1980年，为了摸清北京型客运机车的技术经济性能，铁道部组织了多次的机车牵引性能试验。1976年4月，北京型客运机车完成了京广铁路长距离直达牵引运行试验，北京型3002号机车牵引16辆编组客车及备用的北京型3004号机车（总重904吨）运行于北京至广州间，往返运行共4728公里，连续运行102小时，并在单机牵引的情况下顺利通过信阳至广水间的长大坡道（上行线鸡公山至李家寨，下行线武胜关至孝子店）。1979年3月，北京型客运机车又在京包铁路北京至大同间进行牵引试验，北京型3058号和3065号机车双机重联牵引12辆编组的试验列车（总重600吨），往返运行共760公里，并以23公里/小时的速度通过最大坡度达到33‰、位于南口至康庄之间关沟段的居庸关坡道，并作了坡停起动试验。两次试验证明北京型客运机车具有良好的牵引性能和动力学性能，机车运行可靠、燃油消耗率较低。
从1974年10月起，二七工厂开始对12V240ZJ型柴油机进行第二阶段的改进试验，目的是进一步提高柴油机强化系数和功率，最终达到小时功率3300马力、持续功率3000马力的设计目标。除了采用大连内燃机车研究所研制的高压比1102型增压器，还对喷油装置的参数作出调整以降低爆发压力。1978年1月，北京型3036号机车的柴油机完成了持续功率3000马力工况下的100小时连续运转试验，试验结果显示柴油机的技术经济性能得到进一步提升。此后，虽然没有提高北京型机车的柴油机装车功率，但柴油机可靠性和机车功率储备系数也相应提高。
1981年9月至1982年3月，铁道部选定了北京铁路局天津机务段的北京型3142号机车，在大连内燃机车研究所内的机车定置试验台上对其进行全面的牵引热工性能试验，包括机车牵引性能、柴油机油耗、柴油机起动性能、传动装置换档性能、模拟高原工况等试验项目，试验结果显示机车各项性能均达到设计要求，机车最高轮周效率可达31.32%（司机控制器手把15位，对应速度为104公里/小时），相应燃油消耗率为274.7克/公里小时。北京型机车的轮周效率在世界上已属名列前茅，并已经超过了由西德进口的NY6型机车（30.4％）。
1977年底，随着12V240ZJ型柴油机经过了较长时间的运用试验，北京二七机车车辆工厂对北京型6001号货运机车进行改造，除了液力传动系统、车体和转向架仍然保留原来的部件外，柴油机、冷却装置、制动系统、电气系统等均改用与北京型客运机车相同的部件，并增设了轮缘润滑装置。1978年2月，铁道部安排北京型6001号机车在北京铁路局丰台机务段开始分阶段进行10万公里的运行考核，先后在京山铁路丰台西至天津南仓、丰沙铁路张家口南至丰台西、京原铁路丰台西至灵丘之间担当正常的货物列车牵引交路，至1979年7月按现行牵引定数和列车运行图的要求完成了10万公里牵引试验 , 累计走行里程达104935公里。
为了进一步了解机车的牵引制动性能和潜力，北京型6001号机车在完成10万公里考核后，于1979年7月先后完成了三次牵引性能试验，包括在京包铁路北京至康庄间进行的大坡度牵引制动试验，在京山铁路丰台西至南仓间进行的4000吨重载牵引试验，以及在丰沙铁路丰台西至张家口南间进行困难区段运行试验。试验结果显示，北京型6001号机车牵引能力较大，且尚有一定的功率储备，能满足在平原地区以80公里/小时速度牵引4000吨货物列车的要求。在京包铁路南口至青龙桥之间的长大坡道上，牵引721吨旅客列车时的坡顶速度达26公里/小时，在20‰下坡道上使用15档液力制动，列车速度稳定在30公里/小时以下。而在较多小半径曲线的丰沙铁路和京原铁路上，即使其采用固定轴距较大的四轴转向架，轮缘磨耗量也与运行于相同区段的ND4型机车相若。
北京型6001号货运机车在完成10万公里考核和牵引性能试验后，返回二七工厂更换成与北京型客运机车相同的液力传动箱，随后于1981年6月正式配属石家庄机务段并投入石德铁路运用。至此，北京型6001号机车的柴油机、传动装置、辅助系统、冷却系统基本上均与客运型机车相同。由于当时货物列车牵引定数较小，导致机车功率利用系数较低、相对燃油消耗率较高，未能充分发挥该型大功率机车的性能，而且四轴转向架的检修亦较为困难，因此石家庄机务段提出将其改造成客运机车的建议。1983年，北京型6001号机车被送返二七机车工厂，改造成北京型3211号及3212号客运机车，于1984年1月出厂并交付石家庄机务段。

### 运用历史

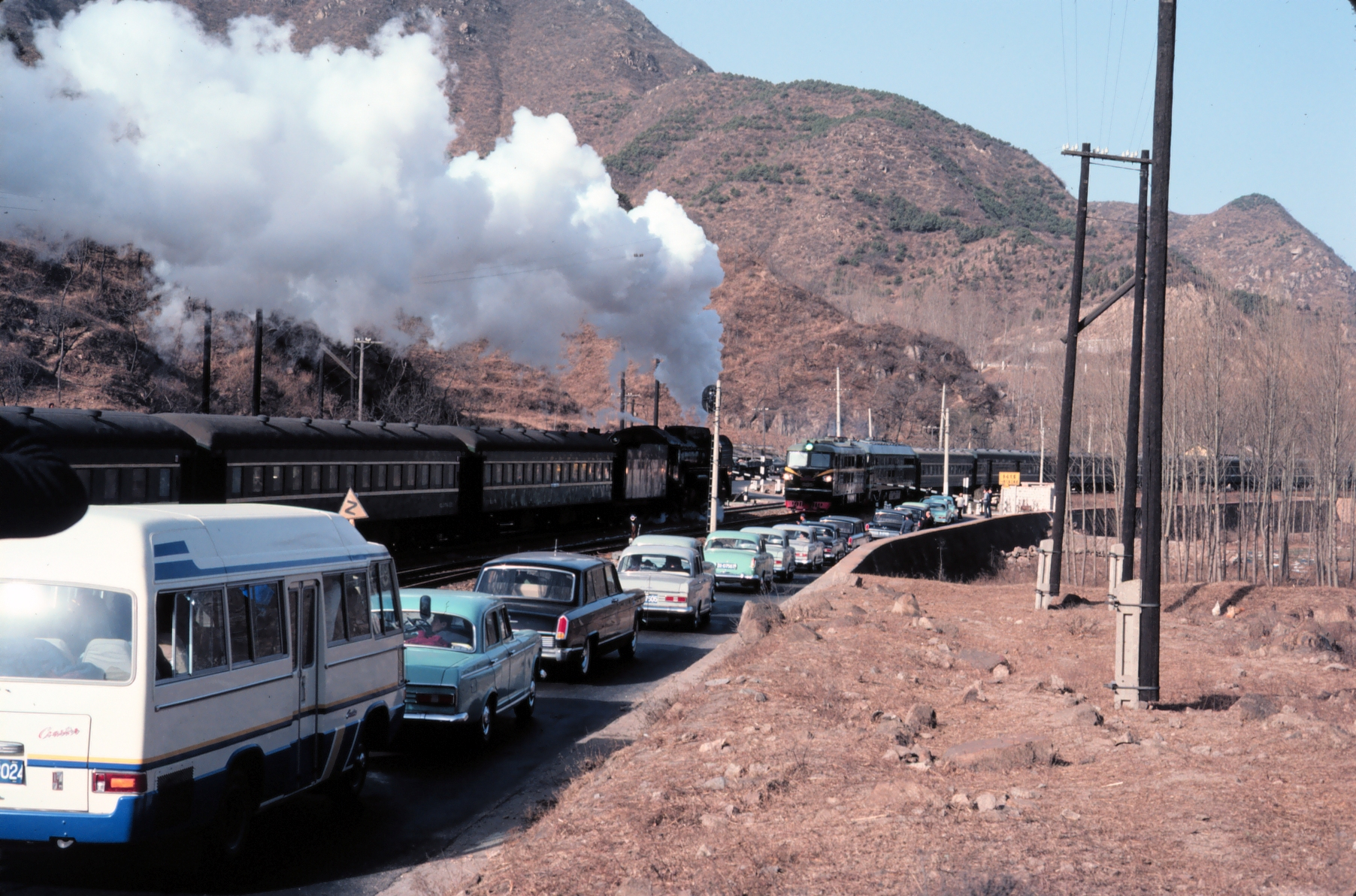
1979年，一列由北京型客运机车牵引（东风4型内燃机车作为补机）的旅客列车运行在八达岭脚下的京包铁路

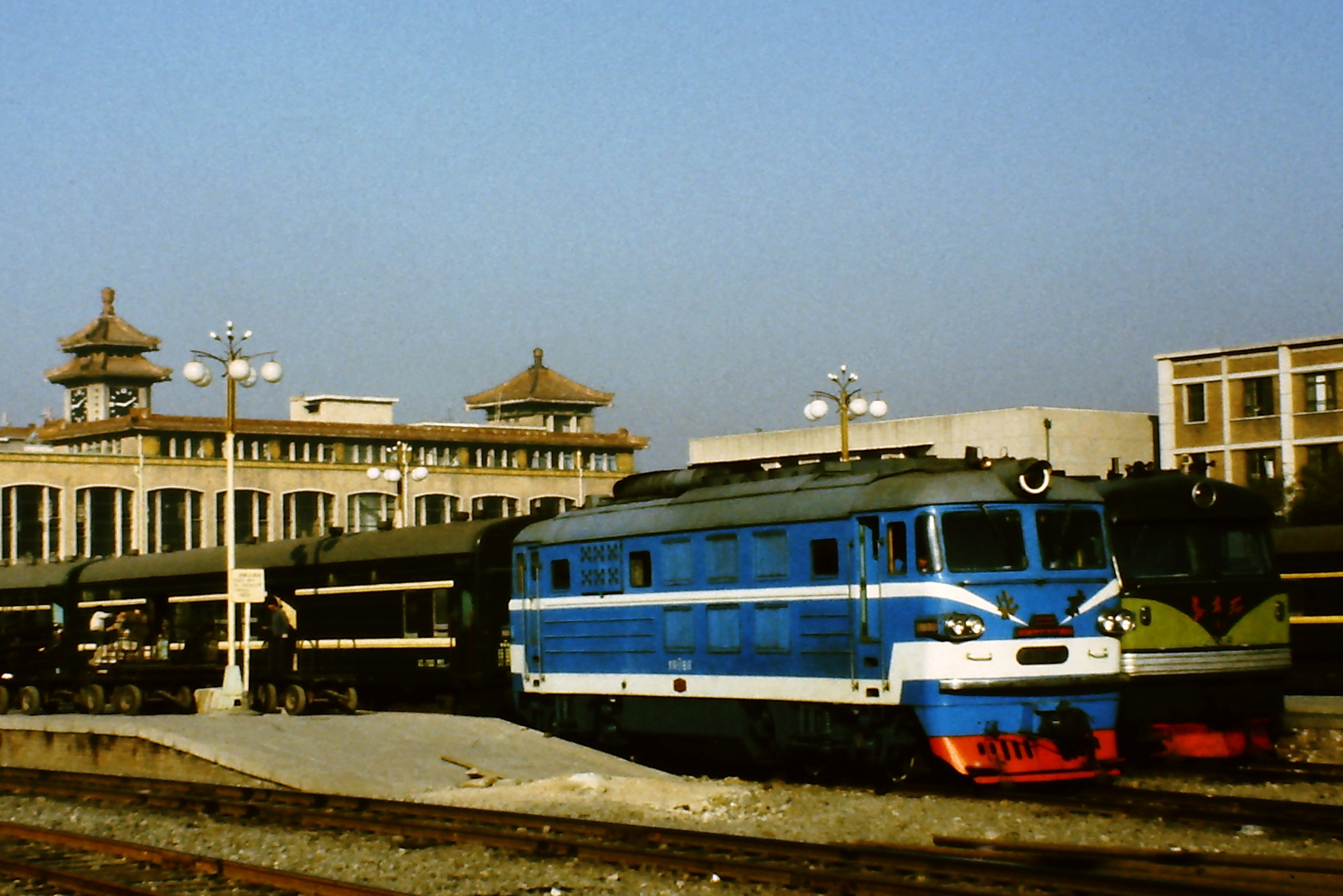
1984年，北京站内的北京型客运机车，在其右侧为东方红1型内燃机车

北京型客运机车从1975年下半年开始批量生产，并首先配属北京铁路局北京内燃机务段和天津机务段投入运用，逐步替换原来的人民型蒸汽机车。至1979年9月，北京机务段已配属31台，天津机务段配属59台，主要肩负京广铁路北京至安阳、京沪铁路北站京至济南站、京山铁路北京站至山海关站、京包铁路北京站至大同站、京原铁路北京站至灵丘站等区段的旅客列车牵引任务。1980年代初，石家庄机务段开始配属北京型客运机车，担当京广铁路石家庄站至北京站、安阳站、郑州站间的客运牵引。1986年，保定机务段从蒸汽机务段向内燃机务段过渡，并开始配属北京型客运机车。1990年代初，随着北京、天津、石家庄机务段增配东风4B型客运机车，部分调整出来的北京型客运机车陆续调往大同机务段、太原机务段、洞庙河机务段、沧州机务段、临汾机务段等地，投入大秦铁路、同蒲铁路、锦承铁路、京沪铁路、邯长铁路运用。1995年，北京西机务段成立并配属北京型客运机车，担当北京西站至聊城站间的旅客列车牵引任务。1996年1月22日凌晨5时47分，北京型3240号机车牵引由北京西站开往洛阳站的231次列车，成为北京西站开通运营后正式发出的首趟旅客列车。
由于改革开放后铁路客运量增长迅速，为了提高铁路运输能力、增加旅客列车编组辆数，郑州铁路局郑州机务南段于1982年2月开始配属北京型客运机车，逐步替换原来使用的东风3型内燃机车，担当京广铁路郑州站至信阳站、安阳站间的旅客列车牵引任务。1982年2月15日，铁道部组织进行了47/48次特快列车（北京站至广州站）扩大编组牵引运行试验，并由北京型机车担当北京至信阳间的牵引任务。同年底，47/48次特快列车扩编为17辆并纳入正式运行图。1984年3月29日，铁道部在京广铁路北京至武昌间进行37/38次特快列车扩大编组至20辆的牵引试验，试验列车是在37/38次列车原16辆编组的基础上，加挂三节软卧车和一辆试验车，包括机车在内列车全长506.5米，牵引重量为1066吨，由北京型客运机车单机牵引；试验取得圆满成功，列车在京武之间往返均能正点到达，列车通过鸡公山坡道时坡顶速度达35公里/小时。1984年9月27日起，37/38次特快列车正式扩编为20辆。1985年4月1日起，北京至深圳的15/16次特快列车、北京至广州的47/48次特快列车亦扩编至20辆。
为了缓和了机车运用紧张的局面，郑州铁路局于1984年开始在京广铁路和陇海铁路实行长交路轮乘制。1984年4月1日起，拉通了信阳至安阳间的客运交路。1985年4月1日起，机车交路从信阳延长至武昌，全程由郑州机务南段的北京型客运机车担当，郑州南、武昌南乘务员在信阳站换乘，交路运行距离为721公里。1984年11月10日起，拉通了郑州至西安间的客运交路。1985年10月1日起，机车交路从西安延长至宝鸡，同样由郑州机务南段的北京型机车牵引，郑州南、西安乘务员在三门峡西站换乘。当时，郑州机务南段的北京型机车以郑州为中心，担当北到安阳、南到武昌、西到宝鸡、东到蚌埠的绝大多数客运列车牵引任务。1992年，郑州铁路局襄樊铁路分局襄樊北机务段开始客运机车换型，原本使用的东风型柴油机车被更换为北京型柴油机车，主要用于牵引焦柳铁路洛阳至襄樊间的旅客列车。
从1990年代中期开始，随着京广铁路及陇海铁路的电气化改造，以及中国铁路客运提速的开展，曾经雄踞京广、陇海、京山、京沪等干线的北京型机车逐步退居二线，其地位逐渐被功率更大、速度更高的东风4B型、东风4D型、东风11型、韶山8型客运机车所取代。而这些从干线上替换下来的北京型机车，部分转到南同蒲铁路、邯长铁路等次级干线牵引旅客列车，也有部分转到京承铁路用于双机牵引货物列车，其余大多调往唐山、古冶、丰润、磁山、月山、侯马北等机务段，担当各地的调车作业和小运转列车牵引任务。除此之外，一些地方铁路和工矿企业也从北京铁路局和郑州铁路局购置了二手的北京型机车，例如周口漯阜铁路、濮阳地方铁路、南票煤业集团、中国中铁属下工程局等，直到2000年代以后才被逐步淘汰。
北京型客运机车是中国国产液力传动柴油机车的代表作，虽然早期生产的北京型机车曾经存在较多质量问题，但随着工厂设备条件和工艺水平的提高，北京型机车历年的机破及临修件数逐年下降，可靠性更是远高于当时使用的东风型、东风4型、ND2型、ND4型等电力传动柴油机车。北京型机车的液力传动装置一般极少发生故障，到了1980年后期基本上已达到了一个厂修期不开箱检修（72万公里）的目标，大修期平均走行里程高达87万公里，接近德国同类液力传动装置的水平。由于北京型客运机车为单机组机车，加上自重较轻、运行阻力较小，机车燃油消耗指标一直优于当时中国国内其他所有干线客运柴油机车。除此之外，北京型客运机车还以结构简单、布置紧凑、易于操纵、保养方便的优点而赢得了机务部门的赞誉，司机甚至传诵“拔油尺、看油位、转一周、回家睡”顺口溜来形容该型机车。

### 衍生车型

#### 北京型重联货运机车
1980年代初，中国实行改革开放后铁路货运量不断增长，鉴于北京型客运机车在制造和运用上已经积累了很多经验，北京二七机车工厂提出在北京型客运机车的基础上，通过适当改造使其可以双机重联用于货运，满足货物列车重量和速度提高之后的牵引需要。1980年，北京二七机车工厂开始设计北京型重联货运机车，至1981年12月完成试制两组（四台）重联货运机车，机车编号按北京型客运机车顺延（3147～3150）。该型机车除了改变车轴齿轮箱中的一对圆柱齿轮传动比 、增加总风管及电气线路重联装置、增加一台空气压缩机和取消预热锅炉外，机车其他部分均与客运型机车完全相同。重联货运型机车仍装用12V240ZJ型柴油机，但装车功率及相应的控制系统按2500马力调整，机车最高运行速度降为90公里/小时，双机重联时起动牵引力达到595千牛，持续牵引力达到429.5千牛。根据牵引计算，当牵引4000吨时在平直道上的最高平衡速度可达81公里/小时，并且能8‰坡道上起动列车。
1982年11月2日至7日，根据铁道部《关于布置北京型3147号～3150号机车牵引性能试验的通知》，北京二七机车工厂联同北京铁路局对北京型重联货运机车进行了双机牵引试验，试验机车采用北京型3147号及3150号机车，在通坨铁路丰台西至秦皇岛之间牵引煤炭列车往返。试验结果显示，机车牵引性能良好，双机牵引3900吨时最大平衡速度可达78公里/小时。四台北京型重联货运机车后配属天津机务段使用，代替建设型蒸汽机车担当小运转任务。

#### 北京型口岸机车

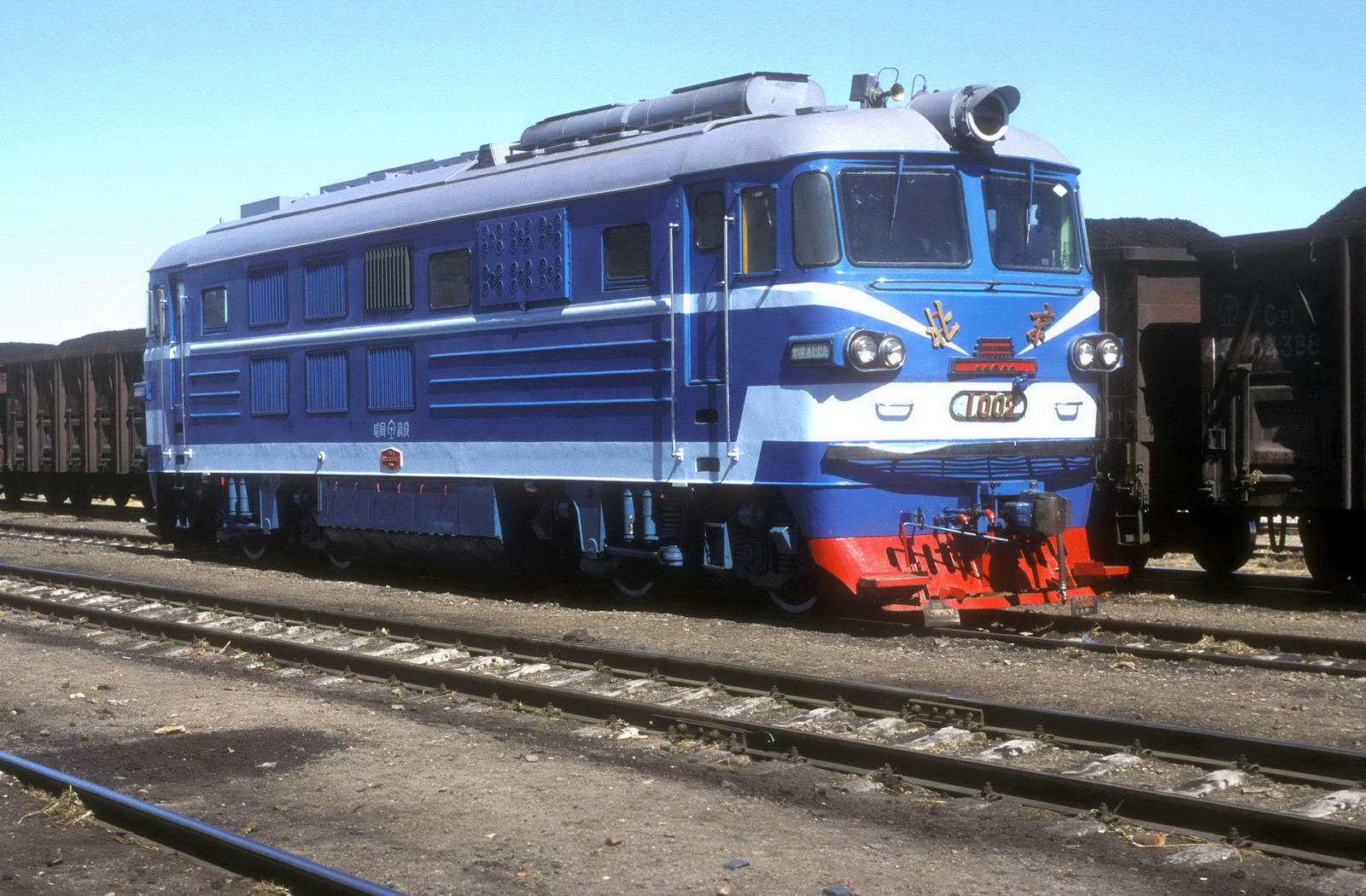
北京型1002号准轨口岸机车在满洲里站

1980年代以前，在中国与苏联接壤边境的铁路口岸，中国一直使用蒸汽机车承担过境列车的牵引任务，而苏联则早已使用M62型柴油机车牵引列车入境中国，并多次就蒸汽机车牵引问题向中方提出异议。因此，中华人民共和国铁道部将实现口岸机车内燃化列入第七个五年计划期间的其中一个重点项目。1983年12月，北京二七机车工厂接到铁道部关于满洲里口岸站拟定采用北京型机车的通知，据此工厂提出以北京型重联货运机车为基础及设计新一代口岸用柴油机车的建议。1986年2月，铁道部机车车辆工业总公司向北京二七机车工厂下达了北京型口岸柴油机车的设计任务书，要求在1986年11月底前试制出两台准轨口岸机车，1987年上半年试制出两台宽轨口岸机车。
北京型口岸机车与北京型重联货运机车大致相同，柴油机装车功率降为2500马力（1840千瓦），最高运行速度为90公里/小时，起动牵引力提高到280千牛。口岸机车特别具有加强防寒型车体及防寒保温装置，适合在中国北方冬季严寒地区使用，能够在零下47°C的环境正常运转。为了满足中苏边境口岸的过境铁路运输需要，口岸型机车有准轨（1435毫米）和宽轨（1520毫米）两种车型，其中准轨机车用于口岸铁路车站或干线小运转作业，并设有空气管路及电气线路重联装置，两台机车可重联运行；而宽轨机车则用于国内宽轨调车站场作业，不设重联装置，但能够按需要换装准轨转向架以及苏式SA-3车钩。
1986年10月25日，首两台北京型准轨口岸机车（1001～1002号）于北京二七机车厂完成试制，同年底交付哈尔滨铁路局满洲里机务段进行防寒运用考核。1987年4月，铁道部机车车辆工业总公司与铁道部机务局召开北京型口岸机车运用考核座谈会，满洲里机务段代表认为北京型口岸机车经过一个冬天的运用，证明机车各项性能均达到了预期要求，并对正在试制的宽轨口岸机车提供了一些意见。1987年6月1日起，北京型准轨口岸机车正式承担中苏边境准轨线路过境客货列车的牵引任务。1987年7月，首台北京型宽轨口岸机车（1101号）出厂，同样配属哈尔滨铁路局满洲里机务段。1986年至1991年间，北京二七机车厂共生产了16台北京型口岸机车，其中准轨型12台（1001～1012）、宽轨型4台（1101～1104），全部均配属满洲里机务段。
北京型口岸机车在满洲里投入运用后，替代了原来的解放1型蒸汽机车，使牵引吨位由1700吨提高到3500吨，提高了口岸车站的运输能力和作业效率。1988年9月，从巴黎里昂车站出发的“东方快车'88”特别列车到达西伯利亚铁路后贝加尔斯克站之后，便是由北京型1003号机车从后贝加尔斯克牵引至满洲里进入中国。1989年10月，北京型口岸机车通过铁道部主持的技术鉴定，同年获铁道部科技进步二等奖和北京市技术开发优秀项目二等奖。2000年起，因应满洲里口岸进出口货物运输量的增长，满洲里机务段开始配属新造的东风7C型口岸机车，北京型口岸机车亦随之退居二线并逐渐淘汰。

#### 北京型专运型机车

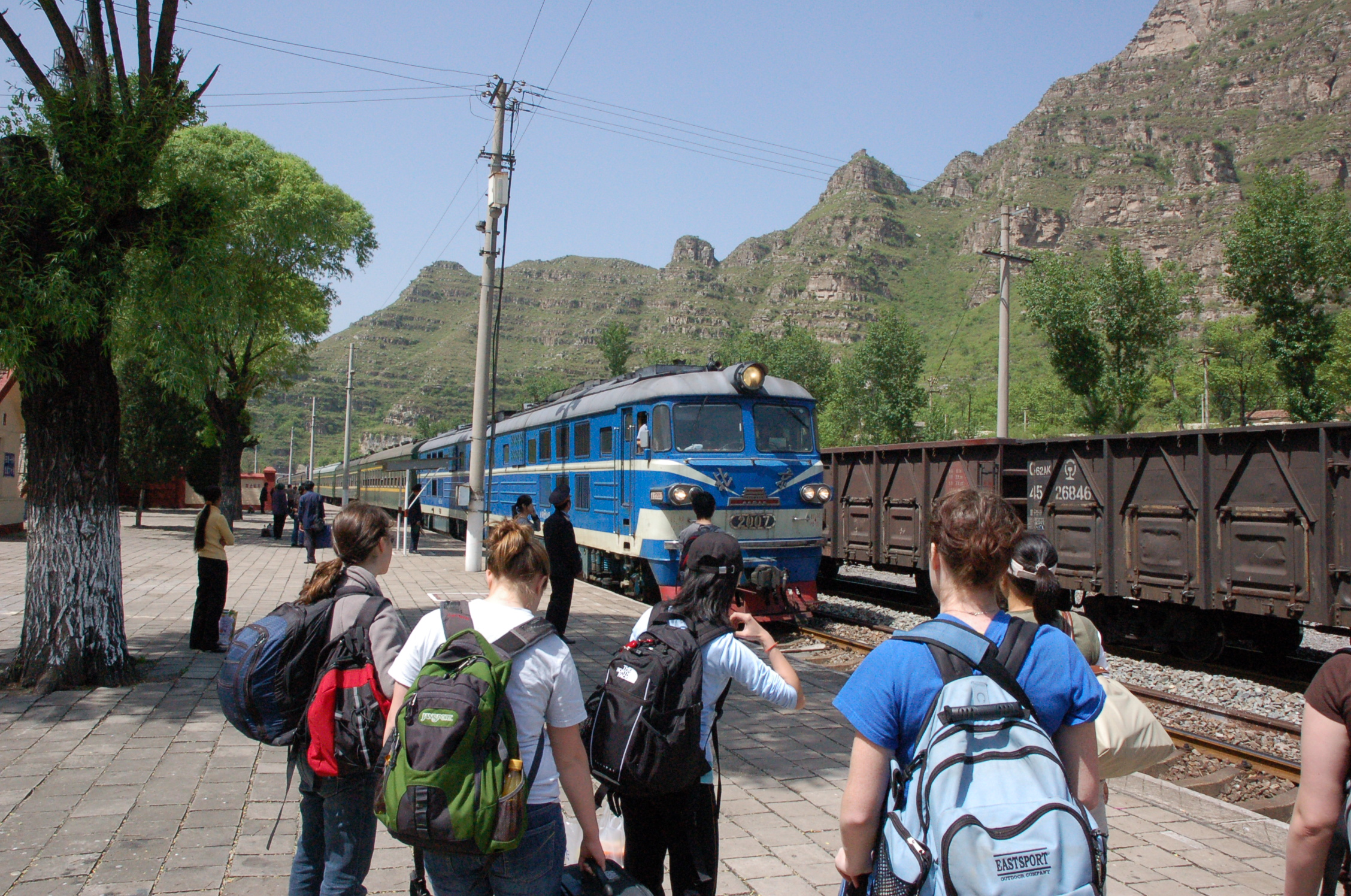
京原铁路十渡站的北京型专运机车

从1970年代起，中国国家领导人和国外贵宾的专列牵引任务，一直主要是由西德进口的NY6型柴油机车执行。到了1980年代，NY6型机车已经将近十年未曾进行过厂修，而且配件供应也越来越困难。1984年初，北京铁路局向铁道部提交《关于北京型内燃机车担当专运任务、改造建议的报告》，提出使用北京型机车牵引专运列车以补充专运车队。1985年6月，铁道部机务局和工业总局在北京二七机车厂进行专运机车设计方案审查，设计任务书确定了专运机车以北京型客运机车为基础，改成由两节单司机室机车重联连挂的八轴机车，司机能够在任何一个司机室内操纵两节机车，必要时也能够以单节机车独立运行；每节机车装用一台12V240ZJ-2型柴油机和EQ2027A型液力传动装置，同时增加辅助柴油发电机组和液力制动装置，并加强防寒措施使其适应各种使用环境，最高运行速度120公里/小时，起动牵引力达到490千牛。1986年3月，北京二七机车厂正式开始试制北京型专运机车，第一组机车（2001+2002）于1986年6月出厂，第二组机车（2003+2004）于1986年9月出厂。
1986年12月至1987年1月，第二组北京型专运机车于黑龙江省大兴安岭地区进行冬季防寒性能试验，并在哈尔滨铁路局管内的富西铁路塔河至盘古之间完成了牵引试验。1987年6月11日至14日，北京型专运机车首次牵引北京至上海的21/22次直达特快旅客列车，顺利完成了中途不换机车不加油的直达牵引试验（中途仅按正常时刻表在济南和蚌埠技术停车）。1987年6月16日，北京型专运机车开始进行特种列车长距离牵引试验，试验列车从北京出发，经由京广、湘桂、黔桂、川黔、成渝、宝成、陇海铁路运行，至6月26日返回北京，全程运行近6000公里。1987年9月，铁道部铁道科学研究院选用北京型2001号专运机车，在京承铁路洞庙河至密云、津浦铁路沧州至德州间进行了动力学性能试验。由于试验期间的机车性能表现令人满意，铁道部又于1987年和1989年分别订购了共4组专运机车（2005+2006、2007+2008、2009+2010、2011+2012）。
1986年至1989年间，北京二七机车厂共生产了6组12节北京型专运机车，全部均配属北京铁路局北京内燃机务段。1988年1月起，北京机务段开始使用北京型专运机车担当13/14次、21/22次两对京沪直达特快列车在北京至济南区段的牵引任务，要求列车在5小时15分内不停站运行495公里，平均速度达到94公里/小时。但不到四个月后，两组机车的八台涡轮增压器全部发生故障，主要是涡轮叶片和喷嘴环叶片损坏和磨损。由于北京型专运机车在设计时略为超重，因此采用了同类产品中体积小、重量轻的无锡动力机厂261P-13A型增压器，但其组装式喷嘴环叶片的设计存在不足之处，导致增压器在长期高负荷工作情况下使用寿命大幅缩短，喷嘴环结构经改进后问题获得解决。
1992年8月至9月，为了提高京广、京沪、京哈三大干线的货物列车牵引定数，铁道部在京广铁路进行了三次5000吨级重载列车牵引试验。1992年8月12日进行第一次牵引试验，使用一组北京型专运机车（2003+2004）牵引5120吨货物列车，在石家庄至郑州北之间往返运行。随后，又分别使用东风4型和东风7B型柴油机车进行了两次双机牵引试验。试验结果证明，虽然北京型专运机车能在4‰坡道上起动5000吨级列车，但列车加速能力和机车功率储备较小，不宜作为重载货物列车的牵引机车。最终，铁道部决定选用经过局部改进设计的东风7B型机车，并于1993年初配属邯郸机务段投入运用，作为京广铁路石郑区段完成电气化改造前的过渡车型。
1990年代初，北京型专运机车主要用于牵引京沪铁路北京至济南、京广铁路北京至安阳间的特快旅客列车。到了1990年代后期开始中国铁路大提速之后，北京型专运机车改为投入京原铁路运用，担当北京（北京西）至太原之间的客运列车牵引任务，例如北京至太原的K601/602次、北京西至运城的K603/604次、北京西至涞源的6437/6438次、北京西至燕山的6457/6458次列车等。2006年底，北京机务段北京西运用车间向北京运用车间调出东风10F型柴油机车，自此北京型专运机车便与东风10F型机车共同活跃于京原线的客运机车交路。2010年3月至4月期间，6组北京型专运机车陆续被报废拆解。

### 援助朝鲜
2000年代初，中华人民共和国铁道部曾经将部分已被淘汰的北京型客运机车无偿援助朝鲜民主主义人民共和国。在朝鲜民主主义人民共和国铁路系统中，这些机车被定型为朝鲜铁道300型柴油机车，机车编号为（意为“内燃”）。根据非正式统计，朝鲜铁路从中国接收了至少33台北京型柴油机车，主要用于平壤周边的调车作业和货物列车牵引任务。

## 技术特点

### 北京型6001号货运机车

#### 总体布置
北京型6001号机车是6000马力的干线货运用液力传动柴油机车。机车采用全钢焊接的框架式侧壁承载车体，主车架采用由牵引梁、边梁、横梁等部分焊接而成的无中梁结构，车架两端设有装有排障器、自动车钩和车钩缓冲器；转向架回转中心间距为14,927毫米，车钩中心线间距为24,500毫米。机车采用双端司机室、双侧对称结构的布置，可根据行车方向由机车任一端司机室操纵机车。为了便于机车运行过程中司机对动力室的巡检，两端司机室通过双侧内走廊通道相连。车内装有两套相同而又独立的动力传动机组，每套机组包括一台柴油机及传动装置，可以根据需要使用其中任何一套或两套同时工作。机车轴式D-D，最高运行速度为100公里/小时，轴重23吨，机车整备重量为183.5吨。
车体内部从前端至后端分为第一司机室、第一传动冷却室、动力室、第二传动冷却室、第二司机室等五个部分。司机室内设有正副司机操纵台、电气控制柜、采暖通风等设备。动力室内装有两台柴油机及其配套设备，并设有液力传动油热交换器、膨胀水箱及空气滤清器。两个传动冷却室内下部装有两组液力传动装置，上部装有V型结构的铜质管片式散热器，冷却空气从车体侧墙上的通风百叶窗口吸入，流经散热器和吸收热量之后从车顶排出；机车设有两套彼此独立的冷却水系统，每套系统又分为柴油机主循环系统（47个冷却单节）和中冷器次循环系统冷却（15个冷却单节），每个传动冷却室顶部均设有三台轴流式冷却风扇，每台风扇均由液力偶合器单独驱动，可据循环水温的高低来自动调节转速。此外，传动冷却室还设有电动空气压缩机和直流起动发电机。车体下方两台转向架之间的空间，吊挂着一个可载10吨柴油的燃油箱、两个总风缸和蓄电池组。

#### 柴油机
北京型6001号机车装用两台12V240ZJ型柴油机，为12气缸、四冲程、水冷式、直接喷射、开式燃烧室、废气涡轮增压的大功率中速柴油机。该型柴油机采用焊接结构机体、主副结构连杆、合金钢整体锻造曲轴、合金铸铁气缸盖、钢顶铝裙组合式活塞（起初曾采用铁顶铝裙活塞）、单体式喷油泵。柴油机增压系统最初使用单台TZ330型增压器（定压增压），后来改为在气缸夹角上面布置着两台45GP805型增压器（脉冲增压），两端各设一个用于冷却增压空气的中冷器。气缸直径为240毫米，活塞行程为260毫米（主缸）、273.51毫米（副缸），气缸夹角为45°，小时功率为3000马力，装车功率为2700马力，标定转速为每分钟1,100转。

#### 传动系统
北京型6001号机车是采用双机组设计的液力传动柴油机车，车上装有两套相同而又互相独立的动力传动机组，分别驱动两个四轴转向架。液力传动系统包括液力传动箱、中间齿轮箱、车轴齿轮箱、万向轴等部分组成。主传动路线设计与德国联邦铁路V320型柴油机车较为相似，柴油机安装于车体中部，液力传动箱安装在主车架上、位于转向架回转中心的内侧，而中间齿轮箱安装在转向架构架上、位于转向架第一及第二轴之间。柴油机输出的功率经弹性联轴节及万向轴传给液力传动箱，然后从液力变速箱输出的扭矩经万向轴传入中间齿轮箱，最后从中间齿轮箱经过万向轴分别传给前后四个车轴齿轮箱。
北京型6001号机车早期采用EQ230/Z510型液力传动装置，这是当时世界上单元功率最大的柴油机车液力传动装置。传动箱内装有两个结构性能不同的液力变扭器，包括一个EQ40A型起动变扭器及一个EQ74V型运转变扭器。液力传动装置根据机车速度和柴油机功率的变化，利用充排油使变扭器自动接入或退出工作来实现自动换挡，换档时牵引力无级变化。传动装置在额定输入转速每分钟1100转时，设计最大输入功率为2700马力，装车功率为2450马力。传动装置并设有EQ512型液力制动器，机车运行于长大下坡道或减速时，使用液力制动可减少闸瓦磨耗，最大制动功率为2×2100马力。北京型6001号货运机车在完成10万公里考核和牵引性能试验后，换装与北京型客运机车相同的EQ2027型液力传动箱。

#### 转向架
机车走行部为两台四轴转向架，固定轴距为4460毫米（1560毫米+1560毫米+1340毫米），采用焊铸结合结构构架、单侧拉杆式轴箱定位装置，相邻轮对轴箱之间设有均衡梁联接。每台转向架侧梁上设有两个滚动式旁承装置，车体重量便通过四点旁承支承在转向架上，转向架相对于车体的最大横向弹性位移以橡胶侧承加以限制。转向架设有二系悬挂装置，一系悬挂为轴箱两侧螺旋弹簧，并装有并联的垂向油压减振器；二系悬挂为车体和转向架之间的四组旁承橡胶弹簧（橡胶弹簧与韶山1型电力机车通用）。牵引力和制动力通过平行牵引拉杆机构传递。机车采用EL14型空气制动机，每台转向架设有四个制动缸，由于结构限制而采用单侧闸瓦制动。1977年底完成整修改造后加装了轮缘润滑装置。。

### 北京型3000系客运机车

#### 总体布置

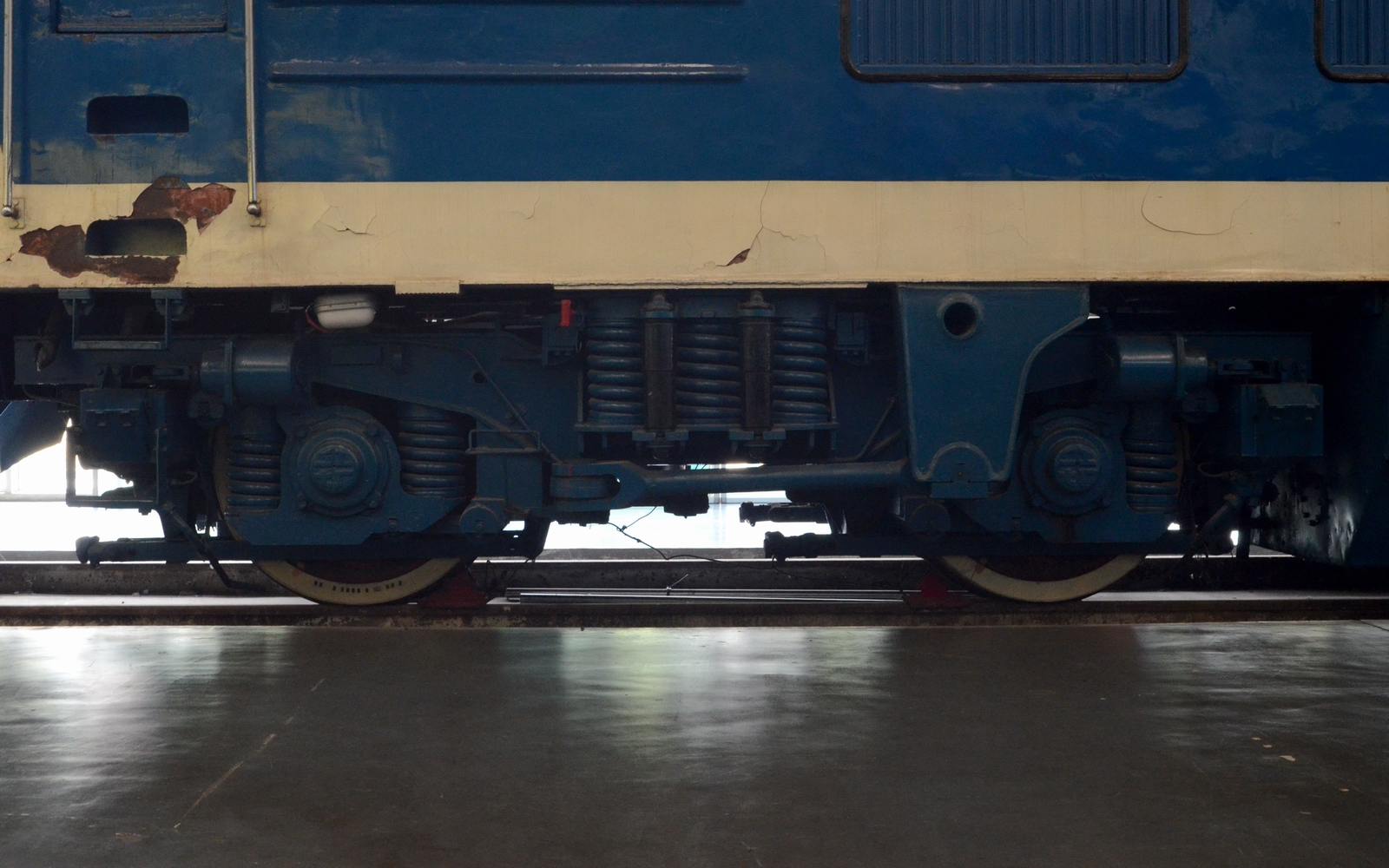
北京型客运机车的二轴转向架

北京型客运机车是3000马力的干线客运用液力传动柴油机车，采用全钢焊接结构的框架式侧壁承载车体，主车架采用由牵引梁、边梁、横梁等部分焊接而成的无中梁结构，车架两端设有装有排障器、自动车钩和车钩缓冲器；北京型3004～3074号机车的车钩中心线间距为16,325毫米，从1979年生产的3075号机车开始改为16,505毫米。机车采用双端司机室、双侧内走廊布置的布置，可根据行车方向由机车任一端司机室操纵机车，两端司机室通过双侧内走廊通道相连。机车轴式B-B，最高运行速度为120公里/小时，轴重23吨，机车整备重量为92吨。
车体内部从前端至后端分为第一司机室、冷却室、动力室、第二司机室等四个部分。司机室内设有正副司机操纵台、电气控制柜、采暖通风等设备。动力室内装有一台柴油机，以及机油热交换器、机油滤清器、燃油滤清器、燃油预热器、空气滤清器等配套设备。冷却室内下部装有一组液力传动装置，上部装有V型结构的铜质管片式散热器，冷却空气从车体侧墙上的通风百叶窗口吸入，流经散热器和吸收热量之后从车顶排出。冷却水系统分为柴油机主循环系统（24个冷却单节）和中冷器次循环系统冷却（26个冷却单节），冷却室顶部设有两台轴流式冷却风扇，每台风扇均由液力偶合器单独驱动，可据循环水温的高低来自动调节转速。此外，冷却室还设有空气压缩机、起动发电机、预热锅炉、液力传动油热交换器、总风缸等辅助设备。车体下方两台转向架之间的空间，吊挂着一个可载5500升柴油的燃油箱和蓄电池组。

#### 柴油机
北京型客运机车装用一台12V240ZJ型柴油机，为12气缸、四冲程、水冷式、直接喷射、开式燃烧室、废气涡轮增压的大功率中速柴油机。该型柴油机采用焊接结构机体、主副结构连杆、合金钢整体锻造曲轴、合金铸铁气缸盖、钢顶铝裙组合式活塞（起初曾采用铁顶铝裙活塞）、单体式喷油泵。柴油机增压系统最初使用单台TZ330型增压器（定压增压），后来改为在气缸夹角上面布置着两台45GP805型增压器（脉冲增压），两端各设一个用于冷却增压空气的中冷器。气缸直径为240毫米，活塞行程为260毫米（主缸）、273.51毫米（副缸），气缸夹角为45°，小时功率为3000马力，装车功率为2700马力，标定转速为每分钟1,100转。
为了进一步提高柴油机强化系数和功率，达到小时功率3300马力、持续功率3000马力的设计目标，二七工厂于1974年10月开始对12V240ZJ型柴油机进行第二阶段的改进试验。除了采用大连内燃机车研究所研制的高压比1102型增压器，还对喷油装置的参数作出调整以降低爆发压力。1978年1月，12V240ZJ型柴油机完成了持续功率3000马力工况下的100小时连续运转试验。此后，北京型客运机车的装车功率仍维持2700马力，但柴油机强化后使其增加了一定的功率储备，提高了柴油机的可靠性和耐久性。

#### 传动系统
北京型客运机车是采用单机组设计的液力传动柴油机车，车上只装有一套动力传动机组，同时驱动两个二轴转向架。液力传动系统主要包括液力传动箱、车轴齿轮箱、辅助传动装置、万向轴及弹性联轴节等。液力传动箱位于车体中部冷却室下方，并通过四个弹性支座固定在机车车架上。柴油机通过弹性联轴节及万向轴将功率传递到液力传动箱，再从液力变速箱的两端输出法兰，以万向轴传给前后转向架上的车轴齿轮箱，从而驱动轮对。车轴齿轮箱采用圆柱—圆锥双级减速齿轮。除此之外，液力传动箱还同时驱动冷却风扇液力偶合器和起动发电机。
北京型3001号和3002号机车装用EQ2030/Z510型液力传动箱，与北京型6001号货运机车相同，采用EQ40A型起动变扭器及EQ74V型运转变扭器。从1974年制造的北京型3003号机车开始，改为装用经重新设计的EQ2027/Z510型液力传动箱，该型液力传动装置是由大连所与二七厂合作设计，借鉴了NY5型柴油机车所使用的福伊特L830rU型液力传动装置的变扭器设计。传动装置在额定输入转速每分钟1100转时，设计最大输入功率为2700马力，装车功率为2450马力。传动箱内装有两个结构性能不同的液力变扭器，包括一个EQQ3（QB3）型起动变扭器和EQI3（YB3）型运转变扭器，最高效率分别达到86.6%和87.3%，其中起动变扭器（又称I档）适用于机车起动和低速工况，而运转变扭器（又称II档）适用于机车中高速工况；机车运行过程中根据负荷情况，通过机械换档装置控制充排油进行自动换档，保证变扭器始终在高效区域工作。传动装置设有Z510型液力制动器，额定制动功率为1840马力，最大制动功率为2725马力。
北京型客运机车自1975年正式投入运用后，北京铁路局反映牵引列车起动时加速较慢。为了改善北京型机车在低速范围的牵引性能，二七工厂于1980年试制了经过改良的EQ2027A型液力传动箱，首先装用于北京型3126～3129号机车，使其起动牵引力提高21%、持续牵引力提高11.7%，最高速度降至110公里/小时。但由于其速度等级与其他同型机车不同，机务段认为此不利于机车运用管理，要求将最高速度恢复为120公里/小时。EQ2027A型液力传动箱经过进一步改进后，从1981年起生产的北京型3140号机车开始使用，起动牵引力比使用EQ2027型液力传动箱的机车提高了8.4%，最高速度则仍然保持120公里/小时。1982年，二七工厂设定了一个厂修期不开箱检修的目标，对液力传动箱进行了多项重大改进，例如改进了液力传动装置的易损零件，更换能承受较大振动冲击的高强度轴承，把机械换档装置改为电子换档装置等，并从1982年9月出厂的北京型3164号机车开始实施。

#### 转向架
机车走行部为两台二轴转向架，采用钢板焊接箱型结构构架、带有轴端橡胶缓冲装置的滚柱轴承轴箱、具有金属橡胶关节的双拉杆式轴箱定位装置。每台转向架设有两个油浴式滑动摩擦旁承装置，车体重量便通过四点旁承支承在转向架上，并利用旁承装置上下滑板的回转运动所产生的摩擦力矩来抑制转向架的蛇行运动。为了提高客运机车的动力学性能和垂向振动性能，转向架设有大静挠度二系弹簧悬挂装置；一系悬挂为构架与轴箱之间的螺旋弹簧，弹簧下面装有橡胶垫以吸收高频振动，并装有并联的垂向油压减振器；二系悬挂为车体和转向架之间的旁承弹簧，每组旁承弹簧由三个并列的螺旋弹簧组成，并配有两个并联的垂向油压减振器，另外车体和转向架之间还设有横向油压减振器。牵引力和制动力通过低位平行牵引拉杆机构传递，牵引点距轨面高度为490毫米。基础制动装置采用独立式双侧铸铁闸瓦制动，每个车轮均有单独一套制动缸及传动杆系统。早期的北京型客运机车采用EL14型空气制动机，从北京型3112号机车开始改用JZ-7型空气制动机。
和液力传动装置一样，北京型客运机车的转向架也经历了多次演变。为了提高客运机车高速运行时的稳定性，最初的北京型3001号机车采用了轴距为2850毫米的转向架，但经过试运行后为了改善机车的曲线通过性能，北京型3002号机车将转向架轴距大幅缩短为2000毫米。后来，考虑到增大轴距有利于提升转向架蛇行稳定性，北京型3003号机车又将转向架轴距延长至2350毫米，并将二系悬挂的每侧两个螺旋弹簧增加至三个。北京型客运机车投入使用一段时间以后，司机普遍反映高速行驶时机车摇晃较大，因此从1979年制造的北京型3075号机车开始，改为使用轴距为2500毫米的新转向架，制动缸从构架侧梁内侧移至外侧，改良转向架构架横梁和侧梁设计，改善了机车运行品质并且更方便维护检修。

### 技术数据
|                        | 干线货运型   | 干线客运型 | 重联货运型 | 口岸型                                    | 专运型          |
| ---------------------- | ------------ | --- | ---------- | ----------------------------------------- | --------------- |
| 数量（台）             | 1            | 341 | 4          | 12（准轨型） 4（宽轨型）                  | 12（6组）       |
| 车号                   | 6001         | 3001～3146 3151～3346 | 3147～3150 | 1001～1012（准轨型） 1101～1104（宽轨型） | 2001～2012      |
| 生产年份               | 1970年       | 1971年—1991年 | 1982年     | 1986年—1991年                             | 1986年—1989年   |
| 华氏轮式               | 0-8-8-0      | 0-4-4-0 | 0-4-4-0    | 0-4-4-0                                   | 0-4-4-0+0-4-4-0 |
| UIC轴式                | D-D          | B-B | B-B        | B-B                                       | 2×（B-B）       |
| 轨距（毫米）           | 1,435        | 1,435 | 1,435      | 1,435（准轨型） 1,520（宽轨型）           | 1,435           |
| 轮径（毫米）           | 1,050        | 1,050 | 1,050      | 1,050                                     | 1,050           |
| 整备重量（吨）         | 183.5        | 92 | 92         | 92                                        | 2×92            |
| 轴重（吨）             | 23           | 23 | 23         | 23                                        | 23              |
| 通过最小曲线半径（米） | 145          | 125 | 125        | 125                                       | 125             |
| 机车全轴距（毫米）     | 18,400       | 10,795（3004～3074） 11,255（3075～）                                                                                       | 11,255     | 11,255                                    | 11,255          |
| 车钩中心线间距（毫米） | 24,500       | 16,325（3004～3074） 16,505（3075～）                                                                                       | 16,505     | 16,505                                    | 2×16,505        |
| 车体长度（毫米）       | ?            | 15,045 | 15,045     | 15,045                                    | 2×15,135        |
| 车体宽度（毫米）       | 3,300        | 3,285 | 3,285      | 3,285                                     | 3,285           |
| 车体高度（毫米）       | 4,650        | 4,512 | 4,512      | 4,512                                     | 4,512           |
| 柴油机                 | 2 × 12V240ZJ | 12V240ZJ | 12V240ZJ   | 12V240ZJ                                  | 2 × 12V240ZJ-2  |
| 标定功率（马力）       | 6000         | 2700 | 2700       | 2700                                      | 2×2700          |
| 标定功率（千瓦）       | 4410         | 1990 | 1990       | 1990                                      | 2×1990          |
| 装车功率（马力）       | 5400         | 2700 | 2500       | 2500                                      | 2×2700          |
| 装车功率（千瓦）       | 4020         | 1990 | 1840       | 1840                                      | 2×1990          |
| 标称功率（千瓦）       | ?            | 1500 | 1350       | 1350                                      | 2×1500          |
| 燃油储备量（升）       | 11,900       | 5,500 | 5,000      | 5,000                                     | 2×5,000         |
| 机油储备量（公斤）     | 2,500        | 720 | 720        | 720                                       | 2×720           |
| 水储备量（公斤）       | 2,500        | 1,200 | 1,100      | 1,100                                     | 2×1,100         |
| 传动方式               | 液力传动     | 液力传动 | 液力传动   | 液力传动                                  | 液力传动        |
| 液力传动箱             | EQ230/Z510   | EQ2030/Z510（3001～3002） EQ2027/Z510（3003～3125、3130～3139、3142） EQ2027A（3126～3129、3140～3141、3143～3146、3151～） | EQ2027     | EQ2027                                    | EQ2027A         |
| 传动油储备量（公斤）   | 2,000        | 760 | 760        | 760                                       | 2×760           |
| 构造速度（公里/小时）  | 100          | 120 | 90         | 90                                        | 120             |
| 持续速度（公里/小时）  | 21           | 24.2（EQ2027） 22.4（EQ2027A）                                                                                              | 16.8       | 16.8                                      | 22.4            |
| 起动牵引力（千牛）     | 595          | 227（EQ2027） 245（EQ2027A）                                                                                                | 284        | 284                                       | 2×245           |
| 持续牵引力（千牛）     | 418          | 163（EQ2027） 177（EQ2027A）                                                                                                | 215        | 215                                       | 2×177           |
| 重联装置               | 无           | 无 | 有         | 有（准轨型）                              | 有              |

## 重大事故
- 1980年8月1日晚上6时50分，北京铁路局石家庄机务段的北京型3101号机车，由北京机务段出库准备牵引由北京开往西安的179次直快旅客列车（今T41/42次列车）。当机车出库后进行换向并前往车辆停留线5道挂车，由第一端司机室改为第二端司机室操纵，司机将制动阀手把由一端换到二端时，没有发觉未将机车制动阀手把（小闸）完全装入槽内，司机亦未按规定进行试闸便起动机车前进。机车接近列车时准备停车检查车钩，司机发现无法扳动制动阀手把，却没有及时使用自动制动阀，反而将换向手柄从前进位转到后退位，并将司机控制器手柄猛提至9位，试图施加反向负荷迫停机车，导致机车突然向前加速，与准备挂车的179次列车发生正面相撞。事故造成客车中破一辆，179次列车始发晚点3小时16分钟[21]。
- 1980年10月14日下午4时30分，北京铁路局天津机务段的北京型3037号机车，牵引由福州开往北京的46次旅客列车（今K45/46次列车）经由津浦铁路运行。由于马厂站因进路连锁系统发生故障，因此采取手摇道岔及手信号的办法引导列车进站。但车站准备办理46次列车通过2道通过进路时，扳道员未按规定对8号道岔加锁就去引导46次列车，同时电务工区工人进行进路解锁试验后误将8号道岔扳向反位，导致46次列车错误进入正在停靠着2298次货物列车的4道，所幸机车乘务员及时发现进路异常并施行紧急制动，使46次列车在距离2298次列车约30米的地方停车，阻止了一次列车相撞事故的发生。
- 1984年9月16日清晨，郑州铁路局郑州机务南段的北京型3188号机车，牵引天津至武昌的133次旅客快车（今T253/254次列车）经由京广铁路运行。清晨5时许，当列车接近明港车站时，司机漏看车站第一接近通过信号机显示的黄色灯光，当确认第二接近通过信号机显示红灯后，他们又发现该站下行进站信号机显示黄灯（实际是给其前方的403次旅客列车开放的信号），便臆测是给他们显示的信号，错误认为之前第二接近显示的红灯是信号故障，遂越过了红灯。当司机发现前方正慢行准备进站的403次旅客列车时才施行紧急制动，但停车不及，133次列车在京广线下行李新店至明港间K938+600M处，以50公里/小时的速度与403次旅客列车追尾相撞。事故造成37人受伤，机车小破1台，客车报废2辆，大破1辆，并中断京广下行正线行车4小时30分钟[22]。
- 1990年1月15日凌晨，郑州铁路局宝丰机务段的北京型机车，牵引襄樊开往北京的250次直快旅客列车（今T49/50次列车）经由孟宝铁路运行。列车原定按计划通过余官营站，但由于车站值班员和助理值班员相互争执，造成未及时联系、没有确认接车线、错误开放信号等一系列的违章作业，导致250次列车进站时与在站内停留的3173次货车发生正面相撞。事故造成7人死亡、12人受伤，中断正线行车3小时9分钟，一台北京型和一台前进型蒸汽机车机车报废[23]。
- 1993年5月1日凌晨，郑州铁路局郑州机务南段的北京型3234号机车，牵引由徐州开往武昌的217次直快旅客列车经由京广铁路运行。凌晨12时45分，当列车运行至京广铁路长葛至苏桥间K749+380M处的无人看守平交道口时，与一辆抢道的拖拉机相撞，造成机车和机后第一及第二位硬卧车脱轨，中断京广铁路下行线行车5小时57分钟[24]。
- 1993年7月10日凌晨，北京铁路局石家庄机务段的北京型3168号机车，牵引由北京开往成都的163次旅客列车（今K1363/1364次列车）经由京广铁路运行。由于前一天下午京广线安阳至广武间受暴风雨倒树的影响，导致铁路自动闭塞供电设备停电，七里营至老田庵各站间停止基本闭塞法，改用特定闭塞法。凌晨2点40分，163次列车从新乡南场开出，司机和副司机两人错误理解调度命令内容，将新乡南场至七里营启动自动闭塞区间误认为是特定闭塞区间，并擅自关闭了机车信号和自动停车装置，盲目开车。凌晨2时55分，当163次旅客列车司机发现前方缓行的2011次货物列车距离仅一百米时，才施行紧急制动但停车不及，在京广线新乡南场至七里营间K608+950M处与前方的2011次货物列车发生追尾相撞。事故造成乘客和乘务人员死亡40人、重伤9人、轻伤39人，机车中破1台，客车报废3辆、小破15辆，货车报废1辆、大破2辆，中断京广下行正线行车11小时15分[25]。

## 车辆保存
- 北京型3003号机车：由北京二七机车车辆厂于1973年制造（但车身上的工厂铭牌标识为1970年），原配属北京铁路局北京内燃机务段，至1990年代初转配属太原机务段，曾经担当南同蒲铁路太原至临汾间的客车交路，退役后太原铁路局于2008年将其赠送给中国铁道博物馆永久收藏。
- 北京型3181号机车，由北京二七机车车辆厂于1983年制造，后期出售给中铁一局集团有限公司，退役后移交给位于陕西省渭南市的陕西铁路工程职业技术学院，放置于高新校区火车头广场作静态展示。
- 北京型3201号机车，由北京二七机车车辆厂于1983年制造，退役后出售给位于江苏省南京市江宁区的火车来斯主题公园作为园区景观。
- 北京型3226号机车，由北京二七机车车辆厂于1984年制造，后期作为北京东北环铁路望和支线和平里站的调车机车，至2000年代初望和支线改建成北京地铁13号线之后，该机车便一直存放于北京造纸一厂铁路专用线，后来改为放置于北京市东城区东直门外的北京当代MOMA艺术区内，作为园区景观。
- 北京型3242号机车，由北京二七机车车辆厂于1986年制造，退役后保存于沈阳铁路陈列馆（该车为改号机车，原车号不明）。
- 北京型3263号机车，由北京二七机车车辆厂于1985年制造，曾经配属北京铁路局太原机务段，运用后期作为太原机务段段内的调车机车使用，退役后于被存放于太原机务段北区的储备场，至2014年太原机务段北区进行段区改造后，该机车进入新建的机车展示区保存展示[26]。
- 北京型3290号机车，由北京二七机车车辆厂于1986年制造，原配属北京铁路局怀柔北务南段，退役后被放置在位于锦州市太和区凌西大街的南庄里文化创意城。
- 北京型3283号、3243号机车，由北京二七机车车辆厂于1985年制造，原配属陕西西延铁路公司，退役后被位于洛阳市宜阳县的昊华骏化集团洛阳骏化生物科技有限公司（宜阳县化肥厂）买下作为厂调机车，两车于2019年底在中车太原机车车辆有限公司大修。2021年，昊华骏化集团深陷债务危机，并于2022年3月提出破产重整申请。2022年6月，法院裁定对骏化集团系十二家公司执行实质合并重整，通过合理处置资产协助企业清偿债权。两台机车自洛阳骏化公司停产后被封存在工厂内，前景不明。
- 北京型3342号机车，由北京二七机车车辆厂于1987年制造，曾配属西安铁路局西安机务段、西延铁路公司延安机务段、南票煤电有限公司南票矿务局，至2018年退役。2019年起被安置在江西省上饶市婺源县的婺源站站前广场（江湾大道西侧），作静态展示。
- 北京型1012号口岸型准轨机车，由北京二七机车车辆厂于1991年制造的，原配属哈尔滨铁路局满洲里机务段，退役后被位于成都市的川化集团川化物流运输公司买下作为厂调机车，也是最后一台存世的北京型口岸机车。2021年起，由于川化集团铁路运量逐渐下降，该公司的北京型机车和东方红5型机车已甚少上线运用，运输任务主要使用较新的东风12型柴油机车牵引。

## 参看
- 东方红1型柴油机车
- 东方红3型柴油机车
- 东方红4型柴油机车
- NY5型柴油机车
- NY6型柴油机车
- NY7型柴油机车